# Autographa flagellum
Autographa flagellum är en fjärilsart som beskrevs av Walker 1857. Autographa flagellum ingår i släktet Autographa och familjen nattflyn. Inga underarter finns listade i Catalogue of Life.